# Kościół Chrystusowy w Białogardzie
Kościół Chrystusowy w Białogardzie – zbór Kościoła Chrystusowego w RP działający w Białogardzie.
Pastorem zboru jest Henryk Wasilewski. Nabożeństwa odbywają się przy ul. Wyszyńskiego 53B w niedziele o godz. 10.00 oraz we wtorki i czwartki o godz. 18.00.